# Renault Laguna II
| Sterne im Euro-NCAP-Crashtest (2001) |

| Sterne im Euro-NCAP-Crashtest (2003) |

Renault Laguna II (Typ G) bezeichnet die zweite Generation des Mittelklassewagens Laguna von Renault.

## Allgemeines
- Entwicklungscode: X74
- geplant und konstruiert im Renault Technocentre bei Paris
- Entwicklungszeit: 42 Monate
- Entwicklungskosten: 1 Mrd. Euro
- gebaut: März 2001 bis September 2007[3]
- Tagesstückzahl: 1600 Einheiten

## Modellgeschichte
Im März 2001 erschien der komplett neu entwickelte Laguna II. Das ihn charakterisierende sogenannte „Nasenpflaster“, ein Element zwischen Motorhaube und Kühlergrill, ist ungeachtet jeder Außenfarbe serienmäßig in Silbergrau lackiert. Als erstes Auto erreichte der Laguna II fünf Sterne (33 Punkte = 97 %, +1 Punkt für den Gurtwarner) beim Euro-NCAP-Crashtest.
Ebenfalls als erstes Auto erhielt der Laguna II anstelle eines herkömmlichen Schlüssels eine Chipkarte. Diese Karte gab es in den Versionen Keyless Drive sowie Keyless Entry & Drive. Erstere verfügte über je eine Taste zum manuellen Ver- und Entriegeln des Fahrzeugs. Die Variante Keyless Entry & Drive mit drei Knöpfen (aufpreispflichtige Ausstattung, Serie ab der Variante Privilège) hatte zusätzlich einen Automatikmodus. War er aktiv und näherte sich der Fahrer mit der Chipkarte dem Fahrzeug, so erkannte das Fahrzeug die Chipkarte. Bei Berührung eines Türgriffs wurde das Fahrzeug automatisch entriegelt (Sensor in der Griffmulde). Entfernte sich der Fahrer vom Fahrzeug, so wurde es automatisch wieder verriegelt. Zum Starten des Motors musste aber bei beiden Varianten die Karte in den Leser in der Mittelkonsole gesteckt (Freigabe der Lenksäulenverriegelung und Deaktivierung der Wegfahrsperre) und ein separater Start-/Stoppknopf gedrückt werden. Das Keyless-Drive-System wurde nach und nach auch in anderen Modellreihen (unter anderem Mégane) eingeführt und zur Keycard Handsfree weiterentwickelt (Option im Laguna III). Damit kann der Motor ohne vorheriges Einführen der Chipkarte in das Lesegerät gestartet werden.
Im Vergleich zum Vorgänger baute Renault die Ausstattungsvarianten stark aus. Die Basis-Version wurde Authentique genannt und bot serienmäßig unter anderem elektrische Außenspiegel, elektrische Fensterheber vorn, Bordcomputer und Klimaanlage. Darüber rangierte die Variante Expression, die zusätzlich unter anderem elektrische Fensterheber hinten, ein Lederlenkrad, neigungsverstellbare Sicherheitskopfstützen und Nebelscheinwerfer bot. Die eher sportliche Version Dynamique erhielt Sportsitze, Leder-/Stoffpolsterung und 17"-Aluräder. Daneben gab es noch die Privilège-Ausstattung, die schon nahezu komplett ausgestattet war (unter anderem mit Klimaautomatik, Regensensor und automatisch abblendendem Innenspiegel) und später sogar noch zur Privilège Plus erweitert wurde. Topmodell war die Ausstattung Initiale, die über Lederpolsterung, Xenon-Scheinwerfer und elektrische Sitzverstellung verfügte und darüber hinaus weitgehend alles Erdenkliche serienmäßig enthielt, sodass die Liste der weiteren Extras entsprechend kurz war.
Als Motoren gab es die schon aus dem Laguna I bekannten 1,6- und 1,8-Liter-Benziner mit 107 bzw. 120 (später 115) PS. Hinzu kamen ein 2,0-Liter-16V mit 135 PS, der kurzzeitig durch einen 2,0-Liter-16V-Direkteinspritzer (2,0 IDE) mit 140 PS ersetzt wurde, und ein 3,0-Liter-24V mit 207 PS (nur erhältlich mit der Proactiv-Automatik). Später folgte noch eine Turboversion des 2,0-Liter-16V mit 163 PS. Als Diesel-Motorisierungen gab es die Neuentwicklungen 1.9 dCi (105 PS und 120 PS) und den 2.2 dCi (135, später 150 PS).
Der 2.2 dCi erwies sich als nicht sehr haltbar, was für viele Laguna-Fahrer Motorenprobleme zur Folge hatte. Diese Qualitätsmängel sollen durch das Facelift im Frühjahr 2005 behoben worden sein. Der Wagen belegte jahrelang den schlechtesten Platz der Pannenstatistik.
Auf Basis des Laguna wurden ab 2002 auch die Limousine Vel Satis sowie der Van Espace IV im französischen Werk Sandouville gefertigt.

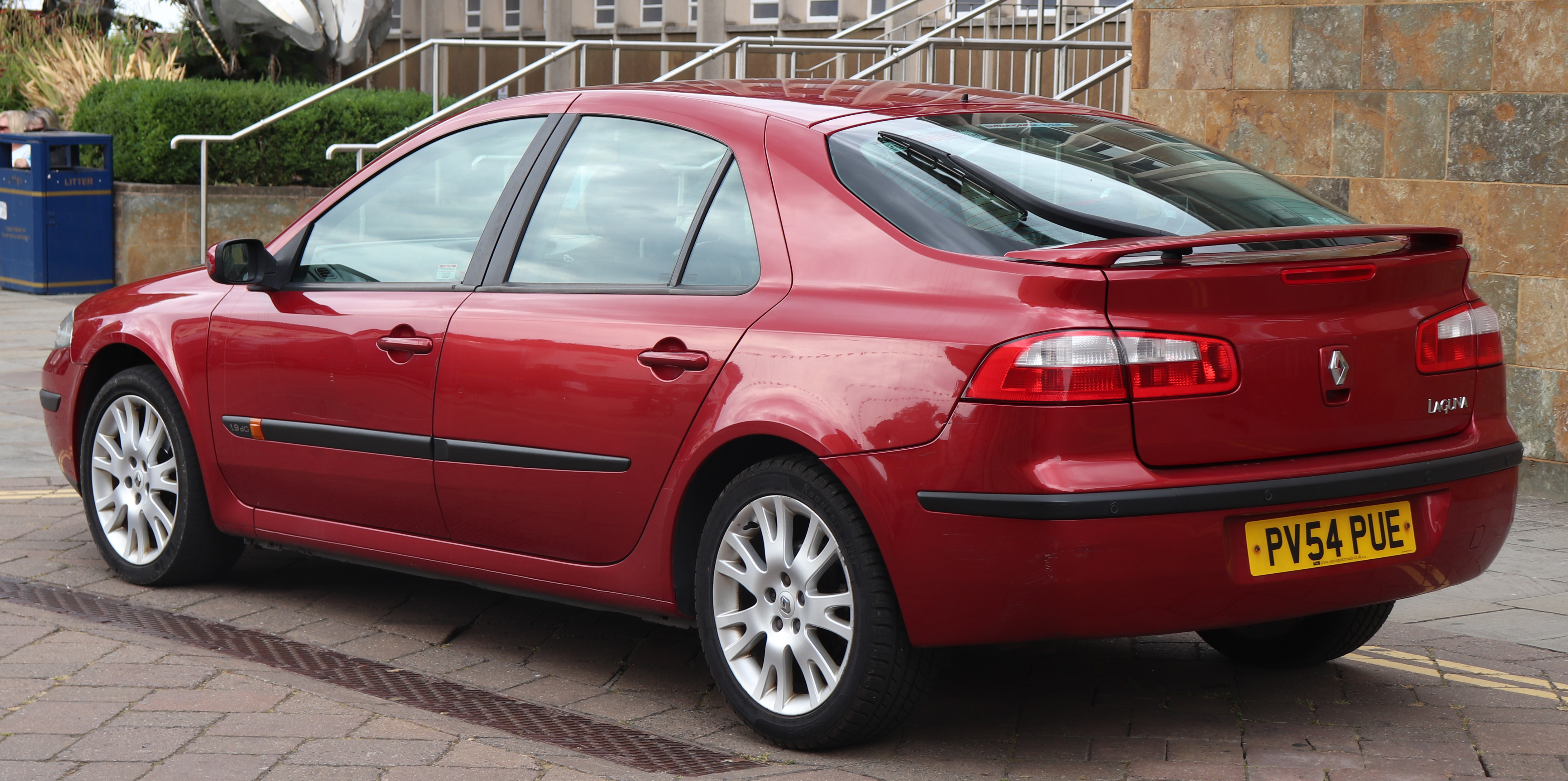
Heckansicht
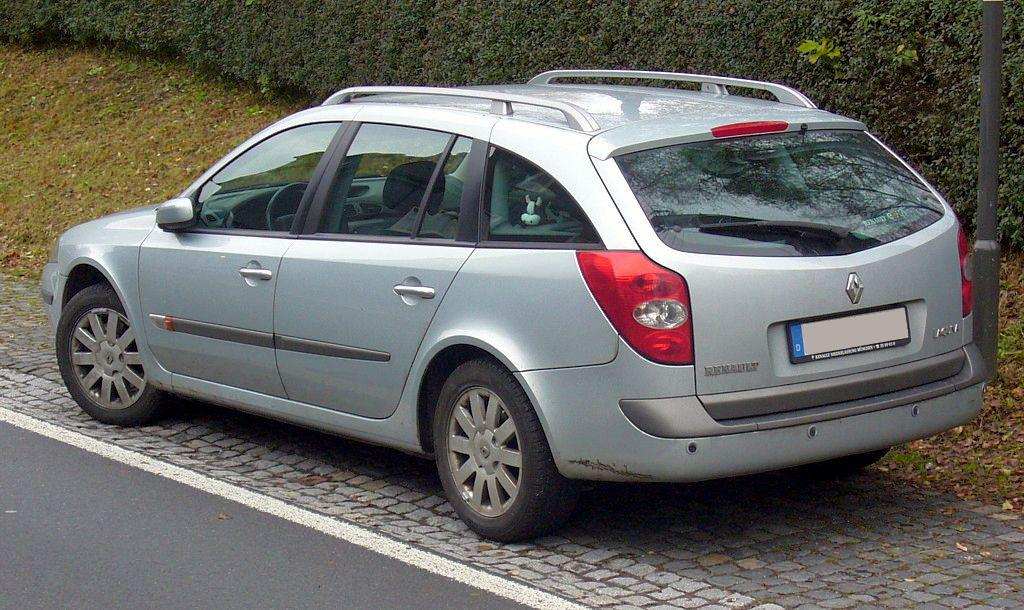
Renault Laguna Grandtour (2001–2005)
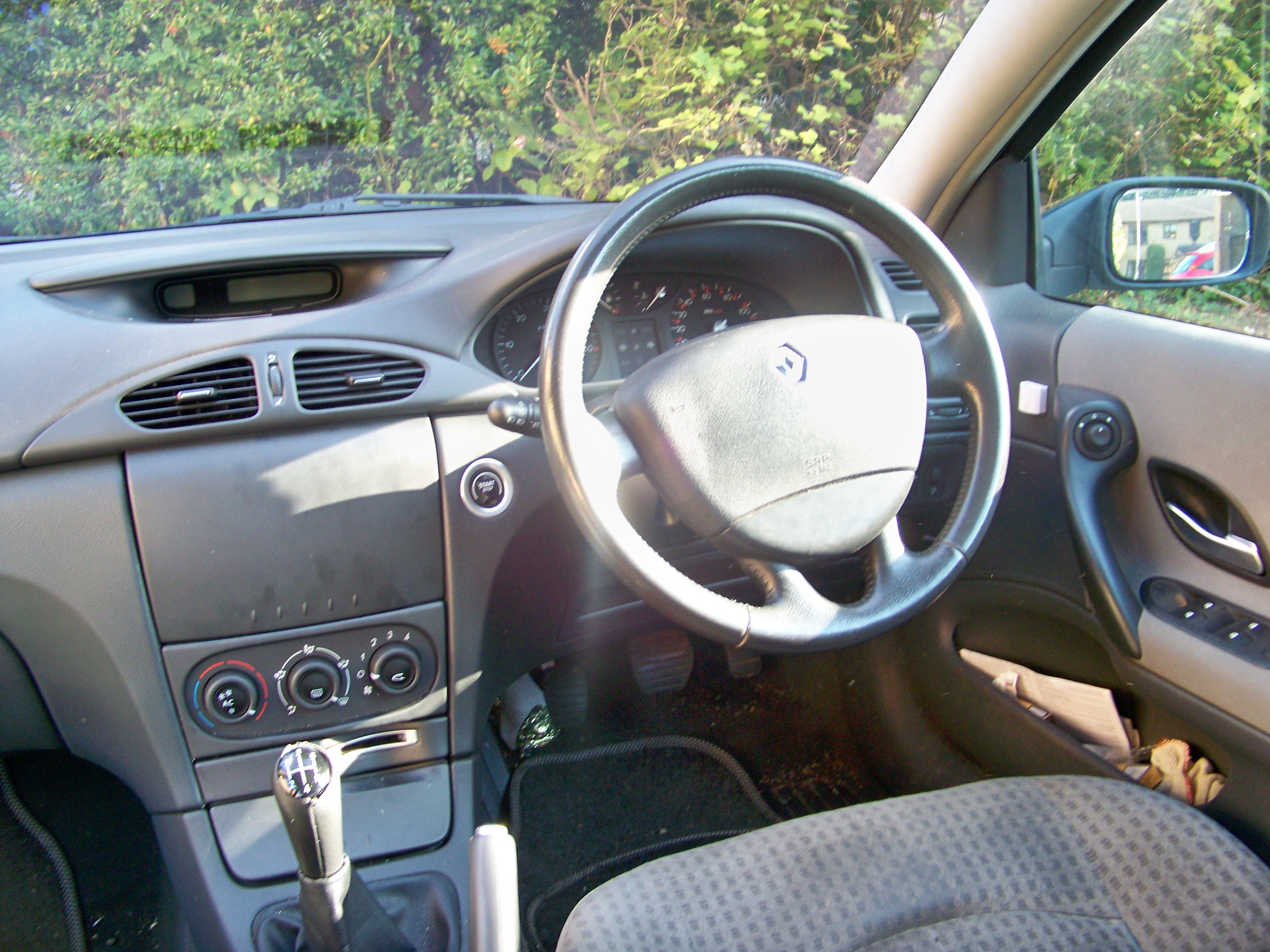
Interieur (Rechtslenker)

### Technische Daten
|                                             | 1.6 16V                     | 1.8 16V                     | 1.8 16V                     | 2.0 16V                          | 2.0 IDE                           | 2.0 16V Turbo                | 3.0 V6                       | 1.9 dCi                    | 1.9 dCi                     | 1.9 dCi                     | 1.9 dCi                     | 2.2 dCi                      | 2.2 dCi                          |
| Bauzeitraum                                 | 03/2001–03/2005             | 03/2001–10/2004             | 01/2003–03/2005             | 08/2002–03/2005                  | 03/2001–01/2003                   | 01/2003–03/2005              | 03/2001–03/2005              | 08/2004–03/2005            | 03/2001–08/2004             | 03/2001–01/2002             | 03/2001–03/2005             | 11/2004–03/2005              | 08/2002–03/2005                  |
| Motorkenndaten                              |                             |                             |                             |                                  |                                   |                              |                              |                            |                             |                             |                             |                              |                                  |
| Motortyp                                    | R4-Ottomotor                | R4-Ottomotor                | R4-Ottomotor                | R4-Ottomotor                     | R4-Ottomotor                      | R4-Ottomotor                 | V6-Ottomotor                 | R4-Dieselmotor             | R4-Dieselmotor              | R4-Dieselmotor              | R4-Dieselmotor              | R4-Dieselmotor               | R4-Dieselmotor                   |
| Anzahl Ventile pro Zylinder                 | 4                           | 4                           | 4                           | 4                                | 4                                 | 4                            | 4                            | 2                          | 2                           | 2                           | 2                           | 4                            | 4                                |
| Ventilsteuerung                             | DOHC, Zahnriemen            | DOHC, Zahnriemen            | DOHC, Zahnriemen            | DOHC, Zahnriemen                 | DOHC, Zahnriemen                  | DOHC, Zahnriemen             | 2 × DOHC, Zahnriemen         | OHC, Zahnriemen            | OHC, Zahnriemen             | OHC, Zahnriemen             | OHC, Zahnriemen             | DOHC, Zahnriemen             | DOHC, Zahnriemen                 |
| Gemischaufbereitung                         | Saugrohreinspritzung        | Saugrohreinspritzung        | Saugrohreinspritzung        | Saugrohreinspritzung             | Benzindirekteinspritzung          | Saugrohreinspritzung         | Saugrohreinspritzung         | Common-Rail-Einspritzung   | Common-Rail-Einspritzung    | Common-Rail-Einspritzung    | Common-Rail-Einspritzung    | Common-Rail-Einspritzung     | Common-Rail-Einspritzung         |
| Motoraufladung                              | —                           | —                           | —                           | —                                | —                                 | Turbolader, Ladeluftkühler   | —                            | Turbolader, Ladeluftkühler | Turbolader, Ladeluftkühler  | Turbolader, Ladeluftkühler  | Turbolader, Ladeluftkühler  | Turbolader, Ladeluftkühler   | Turbolader, Ladeluftkühler       |
| Kühlung                                     | Wasserkühlung               | Wasserkühlung               | Wasserkühlung               | Wasserkühlung                    | Wasserkühlung                     | Wasserkühlung                | Wasserkühlung                | Wasserkühlung              | Wasserkühlung               | Wasserkühlung               | Wasserkühlung               | Wasserkühlung                | Wasserkühlung                    |
| Motorkennung                                | K4M                         | F4P                         | F4P                         | F4R                              | F5R                               | F4Rt                         | L7X                          | F9Q 664                    | F9Q 754                     | F9Q 718                     | F9Q 670                     | G9T                          | G9T                              |
| Bohrung × Hub                               | 79,5 × 80,5 mm              | 82,7 × 83,0 mm              | 82,7 × 83,0 mm              | 82,7 × 93,0 mm                   | 82,7 × 93,0 mm                    | 82,7 × 93,0 mm               | 87,0 × 82,6 mm               | 80,0 × 93,0 mm             | 80,0 × 93,0 mm              | 80,0 × 93,0 mm              | 80,0 × 93,0 mm              | 87,0 × 92,0 mm               | 87,0 × 92,0 mm                   |
| Hubraum                                     | 1598 cm³                    | 1783 cm³                    | 1783 cm³                    | 1998 cm³                         | 1998 cm³                          | 1998 cm³                     | 2946 cm³                     | 1870 cm³                   | 1870 cm³                    | 1870 cm³                    | 1870 cm³                    | 2188 cm³                     | 2188 cm³                         |
| Verdichtungsverhältnis                      | 10,0:1                      | 9,8:1                       | 9,8:1                       | 10,0:1                           | 10,0:1                            | 9,5:1                        | 10,5:1                       | 19,0:1                     | 19,0:1                      | 19,0:1                      | 19,0:1                      | 19,0:1                       | 19,0:1                           |
| max. Leistung                               | 79 kW (107 PS) bei 5750/min | 88 kW (120 PS) bei 5750/min | 85 kW (115 PS) bei 5750/min | 99 kW (135 PS) bei 5500/min      | 103 kW (140 PS) bei 5500/min      | 120 kW (163 PS) bei 5000/min | 152 kW (207 PS) bei 6000/min | 68 kW (92 PS) bei 4000/min | 74 kW (100 PS) bei 4000/min | 79 kW (107 PS) bei 4000/min | 88 kW (120 PS) bei 4000/min | 102 kW (139 PS) bei 4000/min | 110 kW (150 PS) bei 4000/min     |
| max. Drehmoment                             | 148 Nm bei 3750/min         | 170 Nm bei 3750/min         | 168 Nm bei 3750/min         | 191 Nm bei 3750/min              | 200 Nm bei 4250/min               | 270 Nm bei 3250/min          | 285 Nm bei 3750/min          | 230 Nm bei 2000/min        | 200 Nm bei 1500/min         | 250 Nm bei 1750/min         | 270 Nm bei 2000/min (1)     | 320 Nm bei 1750/min          | 320 Nm bei 2000/min              |
| Kraftübertragung                            |                             |                             |                             |                                  |                                   |                              |                              |                            |                             |                             |                             |                              |                                  |
| Antrieb                                     | Vorderradantrieb            | Vorderradantrieb            | Vorderradantrieb            | Vorderradantrieb                 | Vorderradantrieb                  | Vorderradantrieb             | Vorderradantrieb             | Vorderradantrieb           | Vorderradantrieb            | Vorderradantrieb            | Vorderradantrieb            | Vorderradantrieb             | Vorderradantrieb                 |
| Getriebe, serienmäßig                       | 5-Gang-Schaltgetriebe       | 5-Gang-Schaltgetriebe       | 4-Stufen-Automatikgetriebe  | 5-Gang-Schaltgetriebe            | 5-Gang-Schaltgetriebe             | 6-Gang-Schaltgetriebe        | 5-Stufen-Automatikgetriebe   | 6-Gang-Schaltgetriebe      | 5-Gang-Schaltgetriebe       | 6-Gang-Schaltgetriebe       | 6-Gang-Schaltgetriebe       | 6-Gang-Schaltgetriebe        | 6-Gang-Schaltgetriebe            |
| Getriebe, optional                          | —                           | —                           | —                           | 4-Stufen-Automatikgetriebe       | —                                 | —                            | —                            | —                          | —                           | —                           | —                           | —                            | 5-Stufen-Automatikgetriebe       |
| Messwerte                                   |                             |                             |                             |                                  |                                   |                              |                              |                            |                             |                             |                             |                              |                                  |
| Höchstgeschwindigkeit                       | 195 km/h                    | 203 km/h                    | 190 km/h                    | 205 km/h mit Automatik: 200 km/h | 210 km/h                          | 218 km/h                     | 235 km/h                     | 180 km/h                   | 185 km/h                    | 193 km/h                    | 200 km/h                    | 210 km/h                     | 215 km/h mit Automatik: 208 km/h |
| Beschleunigung, 0–100 km/h                  | 11,5 s                      | 10,8 s                      | 12,9 s                      | 9,9 s mit Automatik: 12,1 s      | 9,8 s                             | 8,5 s                        | 8,1 s                        | 14,2 s                     | 13,0 s                      | 12,3 s                      | 10,7 s                      | 9,8 s                        | 9,8 s mit Automatik: 10,9 s      |
| Kraftstoffverbrauch auf 100 km (kombiniert) | 7,2 l S                     | 7,6 l S                     | 8,3 l S                     | 7,9 l S mit Automatik: 8,4 l S   | 7,7 l S                           | 8,2 l S                      | 10,1 l S                     | 5,6 l D                    | 5,4 l D                     | 5,6 l D                     | 7,2 l D                     | 6,8 l D                      | 6,5 l D mit Automatik: 7,6 l D   |
| Bemerkungen                                 |                             |                             |                             |                                  |                                   |                              |                              |                            |                             |                             |                             |                              |                                  |
|                                             |                             |                             |                             |                                  | nicht für E10-Kraftstoff geeignet |                              |                              |                            |                             |                             |                             |                              |                                  |

- Die Verfügbarkeit der Motoren war von Modell, Ausstattung und Markt abhängig.

## Modellpflege
Im April 2005 wurde der Laguna II überarbeitet (Phase II). Auffälligstes Merkmal ist die Anpassung der Front an das Markengesicht, daher entfiel das „Nasenpflaster“. Hauptaugenmerk bei Renault war eine Verbesserung der Qualität sowohl der Materialien im Innenraum als auch der Mechanik und Elektronik.
Im Innenraum wurden zum ersten Mal Sicherheitskopfstützen für Kinder verbaut. Die Kopfstützen auf den hinteren Plätzen lassen sich aufklappen. Dahinter befinden sich zwei seitlich gepolsterte Stützen, die zum einen als Kopf- und Nackenstütze, zum anderen als Schutz vor zu schnellem Vor- und Zurückschnellen des Kopfes bei einer Kollision dienen.
Die Chipkarte zum Öffnen und Starten des Wagens wurde verbessert. Es war nun nicht mehr nötig, die Karte zum Starten in den Schlitz zu stecken, denn sie konnte in der Tasche des Fahrers verbleiben. Zusätzlich gab es ein neues DVD-Navigationssystem Carminat 3, das über ein zentrales Bedienelement in der Mittelkonsole (ähnlich dem Audi MMI) gesteuert wurde. Platz dafür wurde durch den Wegfall der normalen Handbremse geschaffen, die jetzt elektrisch zu betätigen war. Das Navigationssystem konnte wichtige Streckenteile (beispielsweise sich teilende Autobahnen) in 3D darstellen, so dass der Fahrer frühzeitig erkennt, welcher Fahrspur er folgen muss.
Die Basis-Version wurde Emotion genannt; vor dem Facelift war dieser Name für ein Sondermodell des Laguna II verwendet worden, die Privilège Plus-Linie wurde wieder in Privilège geändert. Außerdem gibt es eine Sportversion, die GT genannt wird. Als Antrieb dient der auf 204 PS leistungsgesteigerte 2,0 Turbo (nahezu baugleich mit dem 225-PS-Motor aus dem Mégane RS). Neben einem strafferen Sportfahrwerk mit einer Tieferlegung von 10 mm wurde vor allem der Innenraum mit schwarz-rotem Lederbezug und roten Ziernähten optisch der Leistung angepasst. Außerdem sind spezielle 17"-Alufelgen und die Sonderfarbe Curacao-Blau erhältlich.
Die 1,6- und 1,8-Liter-Benziner des Phase I wurden mit der Modellpflege durch den schon aus dem Mégane bekannten 1.6 16V mit 82 kW (112 PS) ersetzt. Außerdem wurde die Leistung des 2.0 16V Turbo auf 125 kW (170 PS) gesteigert. Den 1.9 dCi stattete Renault mit einem Rußpartikelfilter aus und wurde in den Leistungsstufen 81 kW (110 PS) und 96 kW (130 PS) angeboten. Der 2.2 dCi wurde von 110 kW (150 PS) auf 102 kW (139 PS) gedrosselt.
Ab Anfang 2007 gab es noch eine zusätzliche Ausbaustufe des 2.0 dCi mit 127 kW (173 PS) sowie ein neues 6-Gang-Getriebe, das aus der Kooperation mit Nissan hervorging.

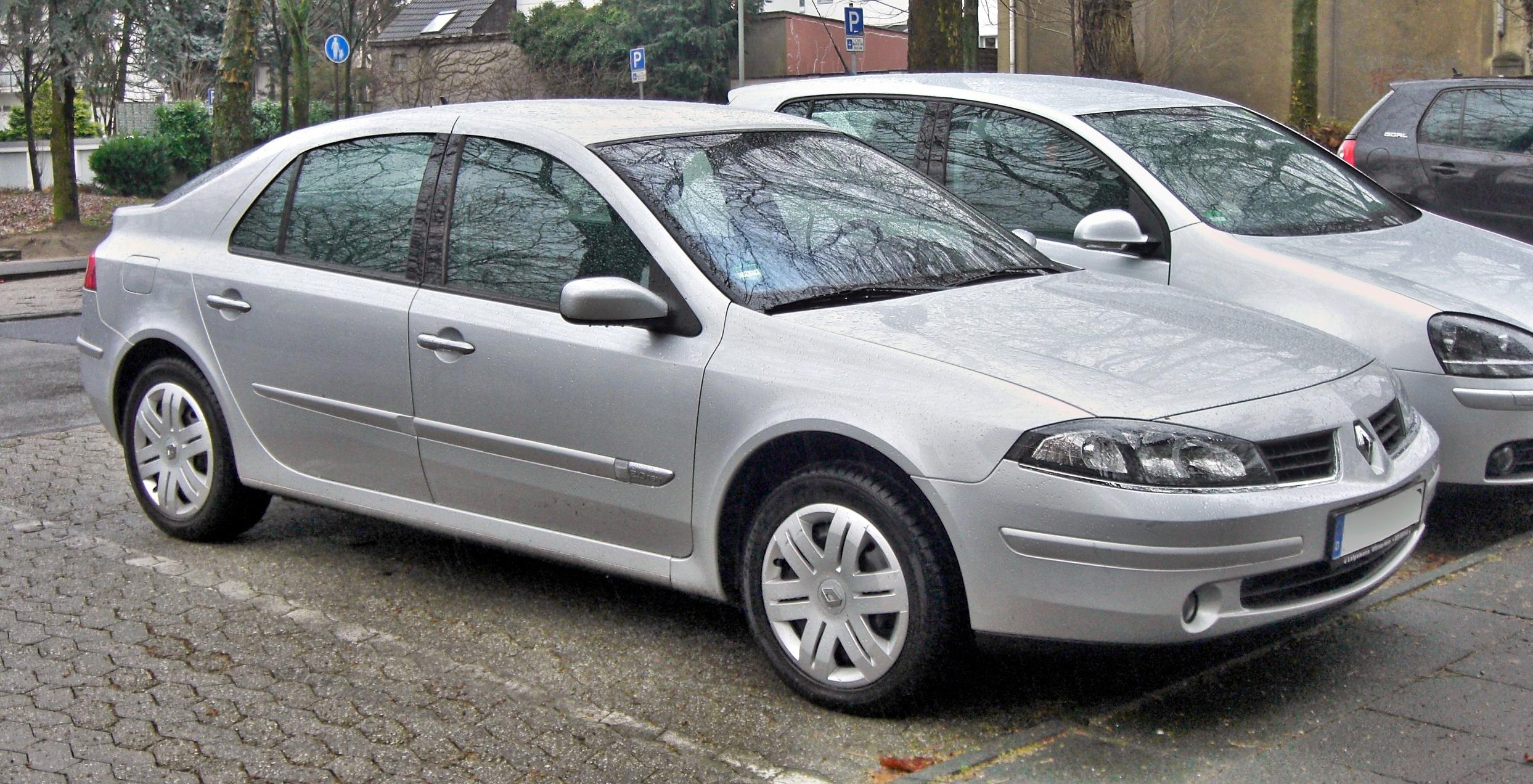
Renault Laguna (2005–2007)
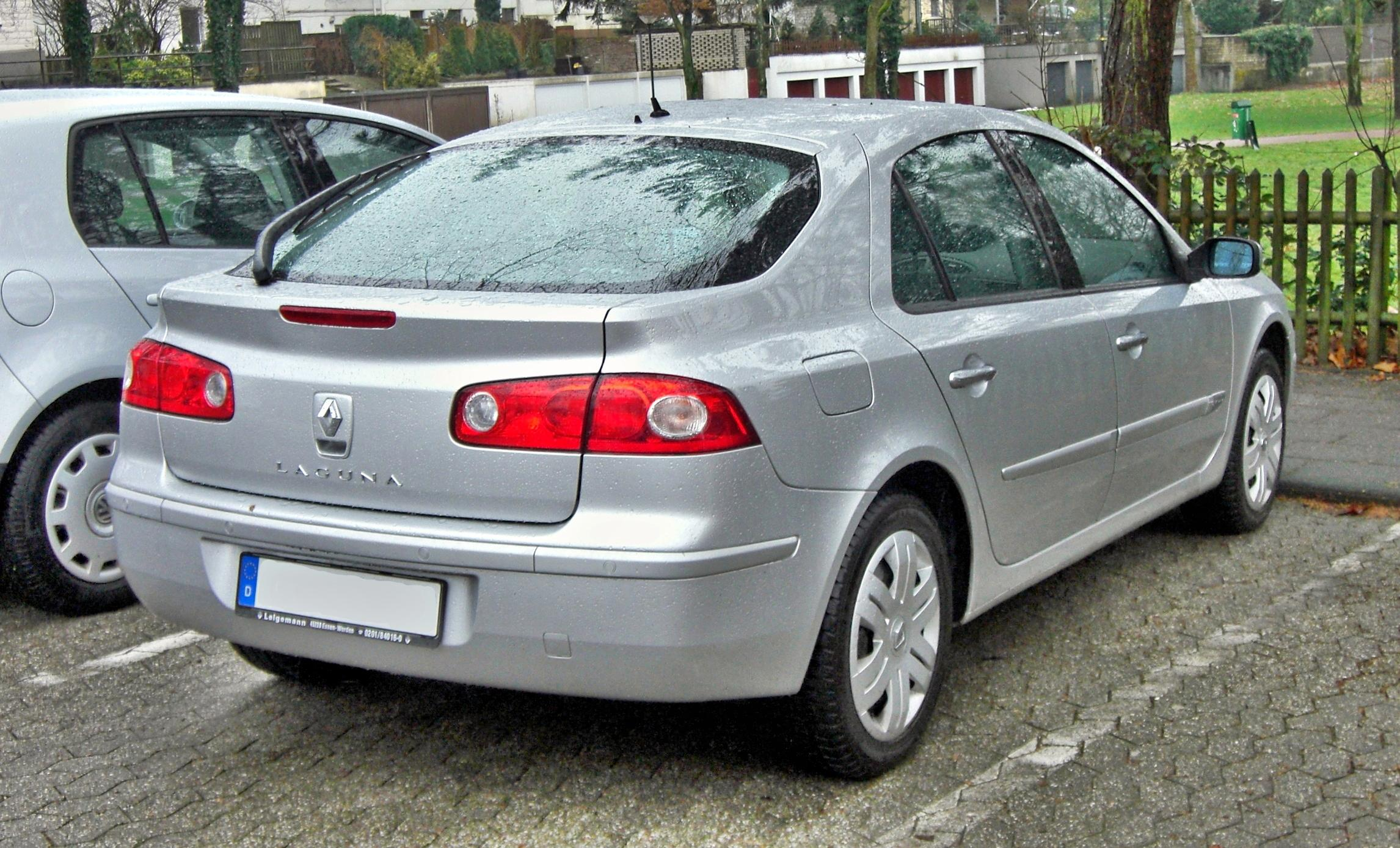
Heckansicht
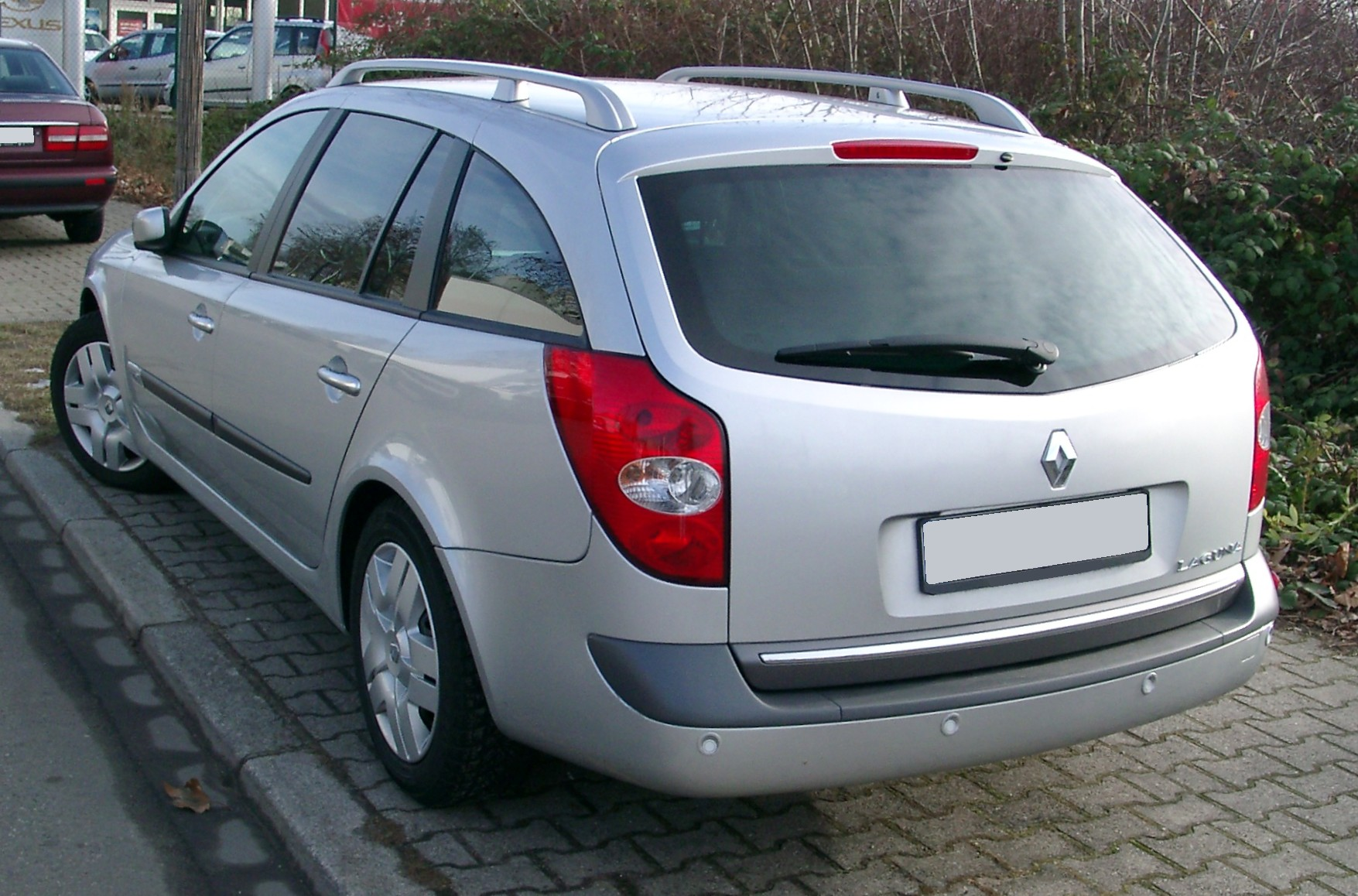
Renault Laguna Grandtour (2005–2007)

### Technische Daten
|                                             | 1.6 16V                     | 2.0 16V                          | 2.0 16V Turbo                    | 2.0 16V Turbo                | 3.0 V6                       | 1.9 dCi                     | 1.9 dCi                              | 2.0 dCi                      | 2.0 dCi                      | 2.2 dCi                          | 2.2 dCi                          |        |
| Bauzeitraum                                 | 04/2005–09/2007             | 04/2005–09/2007                  | 04/2005–09/2007                  | 04/2005–09/2007              | 04/2005–09/2007              | 04/2005–09/2007             | 08/2005–09/2007                      | 08/2005–09/2007              | 01/2006–09/2007              | 04/2005–01/2006                  | 01/2006–09/2007                  |        |
| Motorkenndaten                              |                             |                                  |                                  |                              |                              |                             |                                      |                              |                              |                                  |                                  |        |
| Motortyp                                    | R4-Ottomotor                | R4-Ottomotor                     | R4-Ottomotor                     | R4-Ottomotor                 | V6-Ottomotor                 | R4-Dieselmotor              | R4-Dieselmotor                       | R4-Dieselmotor               | R4-Dieselmotor               | R4-Dieselmotor                   | R4-Dieselmotor                   |        |
| Anzahl Ventile pro Zylinder                 | 4                           | 4                                | 4                                | 4                            | 4                            | 2                           | 2                                    | 4                            | 4                            | 4                                | 4                                |        |
| Ventilsteuerung                             | DOHC, Zahnriemen            | DOHC, Zahnriemen                 | DOHC, Zahnriemen                 | DOHC, Zahnriemen             | 2 × DOHC, Zahnriemen         | OHC, Zahnriemen             | OHC, Zahnriemen                      | DOHC, Steuerkette            | DOHC, Steuerkette            | DOHC, Zahnriemen                 | DOHC, Zahnriemen                 |        |
| Gemischaufbereitung                         | Saugrohreinspritzung        | Saugrohreinspritzung             | Saugrohreinspritzung             | Saugrohreinspritzung         | Saugrohreinspritzung         | Common-Rail-Einspritzung    | Common-Rail-Einspritzung             | Common-Rail-Einspritzung     | Common-Rail-Einspritzung     | Common-Rail-Einspritzung         | Common-Rail-Einspritzung         |        |
| Motoraufladung                              |                             |                                  | Turbolader, Ladeluftkühler       | Turbolader, Ladeluftkühler   |                              | Turbolader, Ladeluftkühler  | Turbolader, Ladeluftkühler           | Turbolader, Ladeluftkühler   | Turbolader, Ladeluftkühler   | Turbolader, Ladeluftkühler       | Turbolader, Ladeluftkühler       |        |
| Kühlung                                     | Wasserkühlung               | Wasserkühlung                    | Wasserkühlung                    | Wasserkühlung                | Wasserkühlung                | Wasserkühlung               | Wasserkühlung                        | Wasserkühlung                | Wasserkühlung                | Wasserkühlung                    | Wasserkühlung                    |        |
| Motorkennung                                | K4M                         | F4R                              | F4Rt                             | F4Rt                         | L7X                          | F9Q                         | F9Q                                  | M9R                          | M9R                          | G9T                              | G9T                              |        |
| Bohrung × Hub                               | 79,5 × 80,5 mm              | 82,7 × 93,0 mm                   | 82,7 × 93,0 mm                   | 82,7 × 93,0 mm               | 87,0 × 82,6 mm               | 80,0 × 93,0 mm              | 80,0 × 93,0 mm                       | 84,0 × 90,0 mm               | 84,0 × 90,0 mm               | 87,0 × 92,0 mm                   | 87,0 × 92,0 mm                   |        |
| Hubraum                                     | 1598 cm³                    | 1998 cm³                         | 1998 cm³                         | 1998 cm³                     | 2946 cm³                     | 1870 cm³                    | 1870 cm³                             | 1995 cm³                     | 1995 cm³                     | 2188 cm³                         | 2188 cm³                         |        |
| Verdichtungsverhältnis                      | 9,8:1                       | 9,8:1                            | 9,5:1                            | 9,0:1                        | 10,9:1                       | 18,3:1                      | 18,3:1                               | 17,0:1                       | 16,0:1                       | 16,0:1                           | 18,0:1                           | 18,0:1 |
| max. Leistung                               | 82 kW (112 PS) bei 6000/min | 99 kW (135 PS) bei 5500/min      | 125 kW (170 PS) bei 5000/min     | 150 kW (204 PS) bei 5000/min | 152 kW (207 PS) bei 6000/min | 81 kW (110 PS) bei 4000/min | 96 kW (130 PS) bei 4000/min          | 110 kW (150 PS) bei 4000/min | 127 kW (173 PS) bei 3750/min | 110 kW (150 PS) bei 4000/min     | 102 kW (139 PS) bei 4000/min     |        |
| max. Drehmoment                             | 151 Nm bei 4250/min         | 191 Nm bei 3750/min              | 270 Nm bei 3250/min              | 300 Nm bei 3000/min          | 280 Nm bei 3750/min          | 260 Nm bei 2000/min         | 300 Nm bei 3000/min [250 Nm/1600min] | 340 Nm bei 2000/min          | 360 Nm bei 1750/min          | 320 Nm bei 1750/min              | 320 Nm bei 1750/min              |        |
| Kraftübertragung                            |                             |                                  |                                  |                              |                              |                             |                                      |                              |                              |                                  |                                  |        |
| Antrieb                                     | Vorderradantrieb            | Vorderradantrieb                 | Vorderradantrieb                 | Vorderradantrieb             | Vorderradantrieb             | Vorderradantrieb            | Vorderradantrieb                     | Vorderradantrieb             | Vorderradantrieb             | Vorderradantrieb                 | Vorderradantrieb                 |        |
| Getriebe, serienmäßig                       | 5-Gang-Schaltgetriebe       | 5-Gang-Schaltgetriebe            | 6-Gang-Schaltgetriebe            | 6-Gang-Schaltgetriebe        | 5-Stufen-Automatikgetriebe   | 6-Gang-Schaltgetriebe       | 6-Gang-Schaltgetriebe                | 6-Gang-Schaltgetriebe        | 6-Gang-Schaltgetriebe        | 6-Gang-Schaltgetriebe            | 6-Gang-Schaltgetriebe            |        |
| Getriebe, optional                          | —                           | 4-Stufen-Automatikgetriebe       | 5-Stufen-Automatikgetriebe       | —                            | —                            | —                           | 4-Stufen-Automatikgetriebe           | —                            | —                            | 5-Stufen-Automatikgetriebe       | 5-Stufen-Automatikgetriebe       |        |
| Messwerte (Limousine)                       |                             |                                  |                                  |                              |                              |                             |                                      |                              |                              |                                  |                                  |        |
| Höchstgeschwindigkeit                       | 197 km/h                    | 207 km/h mit Automatik: 202 km/h | 223 km/h mit Automatik: 219 km/h | 235 km/h                     | 235 km/h                     | 194 km/h                    | 204 km/h mit Automatik: 200 km/h     | 215 km/h                     | 225 km/h                     | 215 km/h mit Automatik: 212 km/h | 210 km/h mit Automatik: 207 km/h |        |
| Beschleunigung, 0–100 km/h                  | 11,5 s                      | 9,8 s mit Automatik: 12,3 s      | 8,4 s mit Automatik: 9,0 s       | 7,2 s                        | 8,0 s                        | 12,3 s                      | 10,2 s mit Automatik: 12,2 s         | 8,9 s                        | 8,4 s                        | 9,8 s mit Automatik: 10,3 s      | 9,8 s mit Automatik: 10,0 s      |        |
| Kraftstoffverbrauch auf 100 km (kombiniert) | 7,4 l S                     | 7,9 l S mit Automatik: 8,6 l S   | 8,4 l S mit Automatik: 9,0 l S   | 8,5 l S                      | 9,9 l S                      | 5,5 l D                     | 5,9 l D mit Automatik: 6,9 l D       | 6,0 l D                      | 6,0 l D                      | 6,5 l D mit Automatik: 7,6 l D   | 6,8 l D mit Automatik: 7,6 l D   |        |
| Messwerte (Grandtour)                       |                             |                                  |                                  |                              |                              |                             |                                      |                              |                              |                                  |                                  |        |
| Höchstgeschwindigkeit                       | 194 km/h                    | 204 km/h mit Automatik: 199 km/h | 220 km/h mit Automatik: 216 km/h | 232 km/h                     | 232 km/h                     | 191 km/h                    | 201 km/h mit Automatik: 197 km/h     | 212 km/h                     | 222 km/h                     | 212 km/h mit Automatik: 205 km/h | 207 km/h                         |        |
| Beschleunigung, 0–100 km/h                  | 11,8 s                      | 10,1 s mit Automatik: 12,5 s     | 8,6 s mit Automatik: 9,2 s       | 7,4 s                        | 8,2 s                        | 12,6 s                      | 10,5 s mit Automatik: 12,5 s         | 9,2 s                        | 8,8 s                        | 9,8 s mit Automatik: 10,5 s      | 10,0 s mit Automatik: 10,5 s     |        |
| Kraftstoffverbrauch auf 100 km (kombiniert) | 7,7 l S                     | 8,2 l S mit Automatik: 8,7 l S   | 8,5 l S mit Automatik: 9,3 l S   | 8,6 l S                      | 10,1 l S                     | 5,5 l D                     | 6,3 l D mit Automatik: 6,9 l D       | 6,0 l D                      | 6,2 l D                      | 6,5 l D mit Automatik: 7,6 l D   | 6,9 l D mit Automatik: 7,7 l D   |        |
| Sonstiges                                   |                             |                                  |                                  |                              |                              |                             |                                      |                              |                              |                                  |                                  |        |
| Abgasnorm                                   | Euro 4                      | Euro 4                           | Euro 4                           | Euro 4                       | Euro 4                       | Euro 4                      | Euro 4                               | Euro 4                       | Euro 4                       | Euro 3                           | Euro 3                           |        |

- Die Verfügbarkeit der Motoren war von Modell, Ausstattung und Markt abhängig.